# گیاه‌پارچ دینیانا
گیاه‌پارچ دینیانا (نام علمی: Nepenthes deaniana)، یک گونه از سرده گیاه‌پارچ‌ها در فیلیپین می‌باشد. این گیاه در ارتفاع ۱۱۸۰ تا ۱۲۹۶ متری از سطح دریا رشد می‌کند. این گونه فقط در قله تامب پیک، یک کوه نسبتاً کوچک و فرامافیک در استان پالاوان و شهر پورتوپرنسس شناخته شده است.
گیاه‌پارچ دینیانا دورگه طبیعی شناخته شده‌ای ندارد. هیچ فرم یا گونه‌ای شرح داده نشده است. آرایه‌شناس جان شلور (Jan Schlauer) در پایگاه داده گیاهان گوشت‌خوار خود، گیاه‌پارچ گانتونگ، گیاه‌پارچ لئوناردوی و گیاه‌پارچ ممتاز را به‌عنوان مترادف‌های گیاه‌پارچ دینیانا می‌داند.

آدولف دانیل ادوارد المر (Adolph Daniel Edward Elmer) گیاهی را از کوه تامب پیک ثبت کرد که با توصیف گیاه‌پارچ دینیانا مطابقت دارد. او این کشف را در شماره ۲۰ آوریل ۱۹۱۲، جزوات گیاه‌شناسی فیلیپین (Leaflets of Philippine Botany)، در توصیف رسمی خود از گیاه‌پارچ گل‌قلمی ذکر کرد:
اخیراً نویسنده [المر] یک گونه عقیم بزرگ را در کوه پولگار پالاوان (کوه تامب پیک) مشاهده کرده است. برخی از پارچ‌های آن یک فوت طول و شش اینچ ضخامت داشتند!